# Glàndula de Tyson
Les  glàndules de Tyson, o glàndules prepucials, es troben en alguns mamífers i s'han observat i descrit principalment en ratolins. La seva funció principal és la producció de feromones. Les glàndules prepucials les va estudiar per primer cop Edward Tyson i les va descriure completament el 1694 William Cowper, qui les va anomenar glàndules de Tyson. A les formacions similars observades en les femelles se les sol anomenar glàndules clitorals.
Les glàndules prepucials o de Tyson en el cos humà, són descrites com glàndules sebàcies modificades situades més freqüentment en el solc balanoprepucial, a parells als costats del fre o a la zona d'unió del prepuci amb el gland: coll del penis, corona del gland i capa interna del prepuci. Les seves cèl·lules són responsables d'alguns components de l'esmegma; poden ser seborreiques i tendeixen a desaparèixer o perdre visibilitat amb l'edat.
Hi ha controvèrsia respecte a l'existència d'homòlegs funcionals d'aquestes glàndules en els humans.
Alguns detractors sostenen que l'humà no té un equivalent anatòmic real d'aquestes glàndules i que les formacions observades en la corona, fre i prepuci són en realitat pàpules perlades, sostenint també que no estan involucrades en la formació de esmegma.